# Дорнбос, Эрика
Э́рика До́рнбос (нидерл. Erika Doornbos; род. 12 октября 1956) — нидерландская кёрлингистка.

## Команды
| Сезон   | Четвёртый              | Третий               | Второй             | Первый              | Запасной                                                                | Турниры                              |
| ------- | ---------------------- | -------------------- | ------------------ | ------------------- | ----------------------------------------------------------------------- | ------------------------------------ |
| 2004—05 | Шари Лейббрандт-Деммон | Эллен ван дер Каммен | Маргрита Воскёйлен | Laura Uittenbogaard | Эрика Дорнбос тренер: Ben Wiegers                                       | ЧЕ 2004 (12 место)                   |
| 2005—06 | Шари Лейббрандт-Деммон | Эллен ван дер Каммен | Маргрита Воскёйлен | Эрика Дорнбос       | Идске де Йонг тренеры: Ben Wiegers (ЧЕ, ЧМ), Robert van der Cammen (ЧЕ) | ЧЕ 2005 (7 место) ЧМ 2006 (12 место) |

(скипы выделены полужирным шрифтом)